# Vliegveld Noordoostpolder
Vliegveld Noordoostpolder (EHNP) was een klein vliegveld gelegen vlak bij Emmeloord in de Noordoostpolder.

## Banen
Vliegveld Noordoostpolder had beschikking over de volgende start- en landingsbaan:
- Baan 09-27: lengte ongeveer 850 meter (grasbaan)

## Bijzonderheden
Het vliegveld is gesticht in de jaren 1960-70. In de loop van de tijd is het verplaatst aangezien de plaats Emmeloord groeide in de richting van het oude vliegveld.
Het bedrijf Kuiken N.V. waarvan de hoofdvestiging in Emmeloord is gevestigd, was jarenlang de hoofdgebruiker van het vliegveld, daarnaast waren er ook landbouwluchtvaart- en zweefvliegactiviteiten. Kuiken had een Piper Aztec ter beschikking (PH-KED) en had als enige in Nederland ontheffing om tussen zonsondergang en -opgang gebruik te mogen maken van het vliegveld. Permanente baanverlichting was er niet, zodoende werd er gebruikgemaakt van ´snotneuzen´, oliekannen met een fakkel die langs de baan werden geplaatst.
Inmiddels is het vliegveld verdwenen vanwege nieuwbouw op de plek van het vliegveld.